# Orde van de Waardigheid (Lesotho)
De Orde van de Waardigheid (Engels: "Order of Dignity") werd in 1972 door koning Mosoeshoe II van Lesotho ingesteld. De ridderorde heeft een enkele graad en wordt aan onderdanen van dat land, niet aan vreemdelingen, toegekend voor verdiensten.
Het kleinood is een gouden medaillon met het portret van koning Mosoeshoe II. Het medaillon is gevat is een rode ring met de tekst "FOR GOD AND COUNTRY" en een groen geëmailleerde gouden lauwerkrans.
De op de linkerborst gedragen achtpuntige zilveren ster draagt in het midden het kleinood.
Het lint is royal blue met witte biezen.